# تشارلز غوين
تشارلز غوين (بالإنجليزية: Charles Gwynn)‏ اللواء السير تشارلز وليام غوين (12 نوفمبر 1962- 4 نوفمبر 1870).
كان أيرلندي المولد، ضابط في الجيش البريطاني، الجغرافي، المستكشف ومؤلف في نظريات التاريخ العسكري .
ولد تشارلز ابن جون غوين (1827-1917)، أستاذ اللاهوت في كلية ترينيتي في دبلن، وزوجته، لوسي جوزفين (1840-1907) ابنة القومي الأيرلندي ويليام سميث أوبراين، تلقى تعليمه في كلية سانت كولومبا، دبلن، وفي الأكاديمية العسكرية الملكية، في عام 1934، كتب «شرطة الإمبراطور» ، الذي يعتبر الآن بمثابة الأساس في ميدان الصراع منخفض الشدة والحروب الصغيرة.

## معرض صور

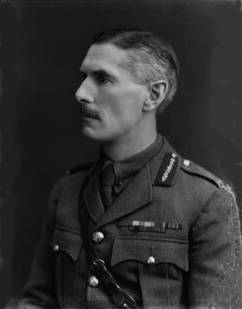
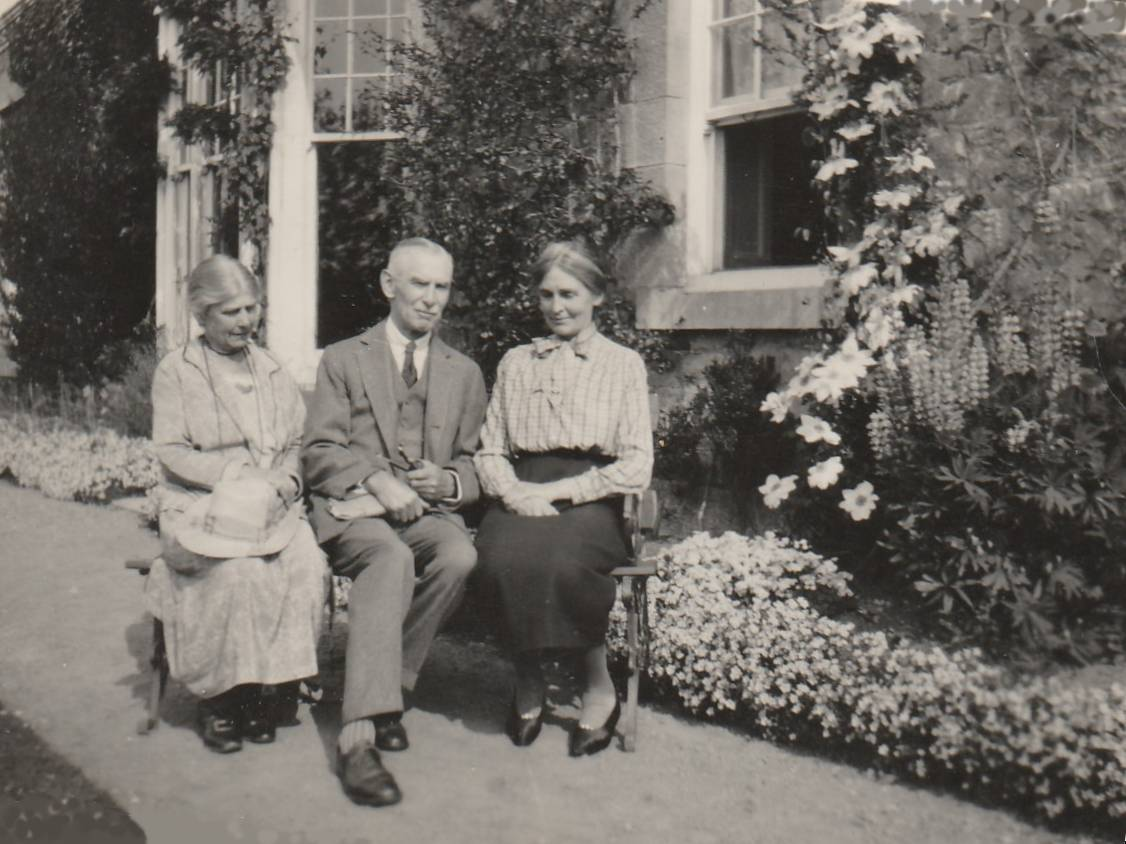
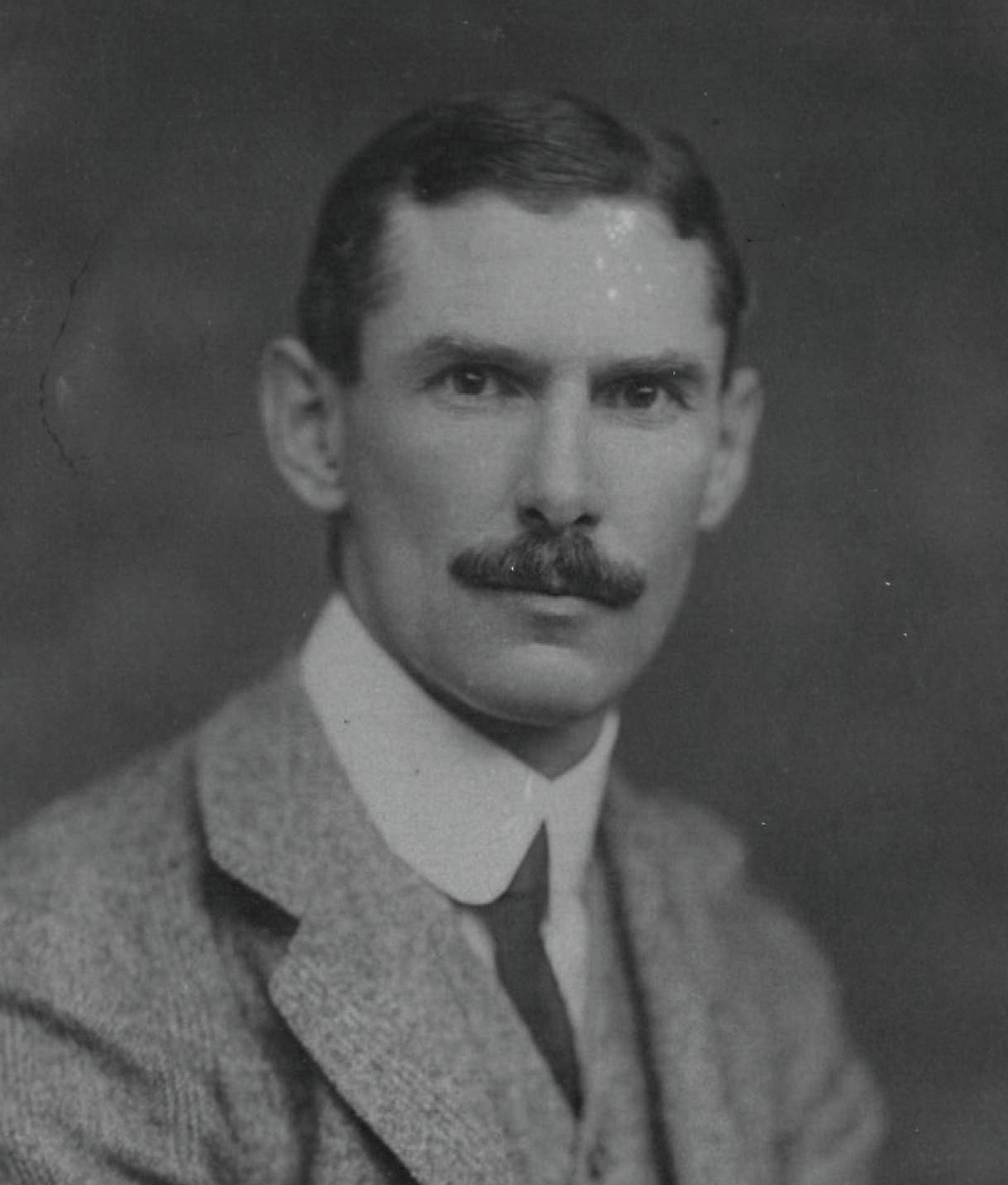